# Кеншин
Кеншин (пол. Kęszyn) — село в Польщі, у гміні Розпша Пйотрковського повіту Лодзинського воєводства.
Населення — 196 осіб (2011).
У 1975-1998 роках село належало до Пйотрковського воєводства.

## Демографія
Демографічна структура станом на 31 березня 2011 року:
|          | Загалом | Допрацездатний вік | Працездатний вік | Постпрацездатний вік |
| -------- | ------- | ------------------ | ---------------- | -------------------- |
| Чоловіки | 94      | 28                 | 54               | 12                   |
| Жінки    | 102     | 21                 | 55               | 26                   |
| Разом    | 196     | 49                 | 109              | 38                   |